# バンコク・バンクFC
バンコク・バンクFC（タイ語: สโมสรฟุตบอลธนาคารกรุงเทพ, 英語: Bangkok Bank FC）は、タイのバンコクをホームタウンとするセミプロサッカークラブ。2008年に解散した。

## 歴史
バンコク・バンクFCはタイ・プレミアリーグの初代チャンピオンチーム。クイーンズカップでもエアフォース・ユナイテッドとの同時優勝で初代チャンピオンになっている。タイで最も成功したサッカークラブの一つだったが、2008年のプレミアリーグで降格が決定した後に撤退を決めた。

## タイトル

### 国内タイトル
- タイ・プレミアリーグ (1) : 1996-97
- タイFAカップ (3) : 1980, 1981, 1998
- タイ・リーグカップ (1) : 1988
- クイーンズカップ (3) : 1970(エアフォース・ユナイテッドとの同時優勝), 1983, 2000
- コー・ロイヤルカップ (7) : 1964, 1966, 1967(エアフォース・ユナイテッドとの同時優勝), 1981, 1984, 1986, 1994
- Khor Royal Cup (11) : 1964, 1966, 1967, 1969, 1970, 1981, 1984, 1986, 1989, 1994, 1996

## 過去の成績
- 1996-97 タイ・プレミアリーグ : 優勝
- 1997 タイ・プレミアリーグ : 3位
- 1998 タイ・プレミアリーグ : 5位
- 1999 タイ・プレミアリーグ : 8位
- 2000 タイ・プレミアリーグ : 9位
- 2001-02 タイ・プレミアリーグ : 3位
- 2002-03 タイ・プレミアリーグ : 4位
- 2003-04 タイ・プレミアリーグ : 6位
- 2004-05 タイ・プレミアリーグ : 8位
- 2006 タイ・プレミアリーグ : 5位
- 2007 タイ・プレミアリーグ : 7位
- 2008 タイ・プレミアリーグ : 14位 (降格)

## 歴代監督
- ヴィタヤ・ラオハクル 1996

## 関連事項
- バンコク銀行